# 始暴龍屬
始暴龍屬（意為「黎明暴君」，即「早期暴龍」）是暴龍超科下的一屬恐龍，化石從英國懷特島郡的韋爾登群的威塞克斯組發現，年代為下白堊紀。牠的化石（編號MIWG1997.550）包括了幼體及亞成體的頭顱骨、脊椎及其他骨骼，都是在植物堆泥床中被發現，並於2001年被描述、命名。
屬名是以牠的特徵來命名。種小名則是以其化石發現者來命名。

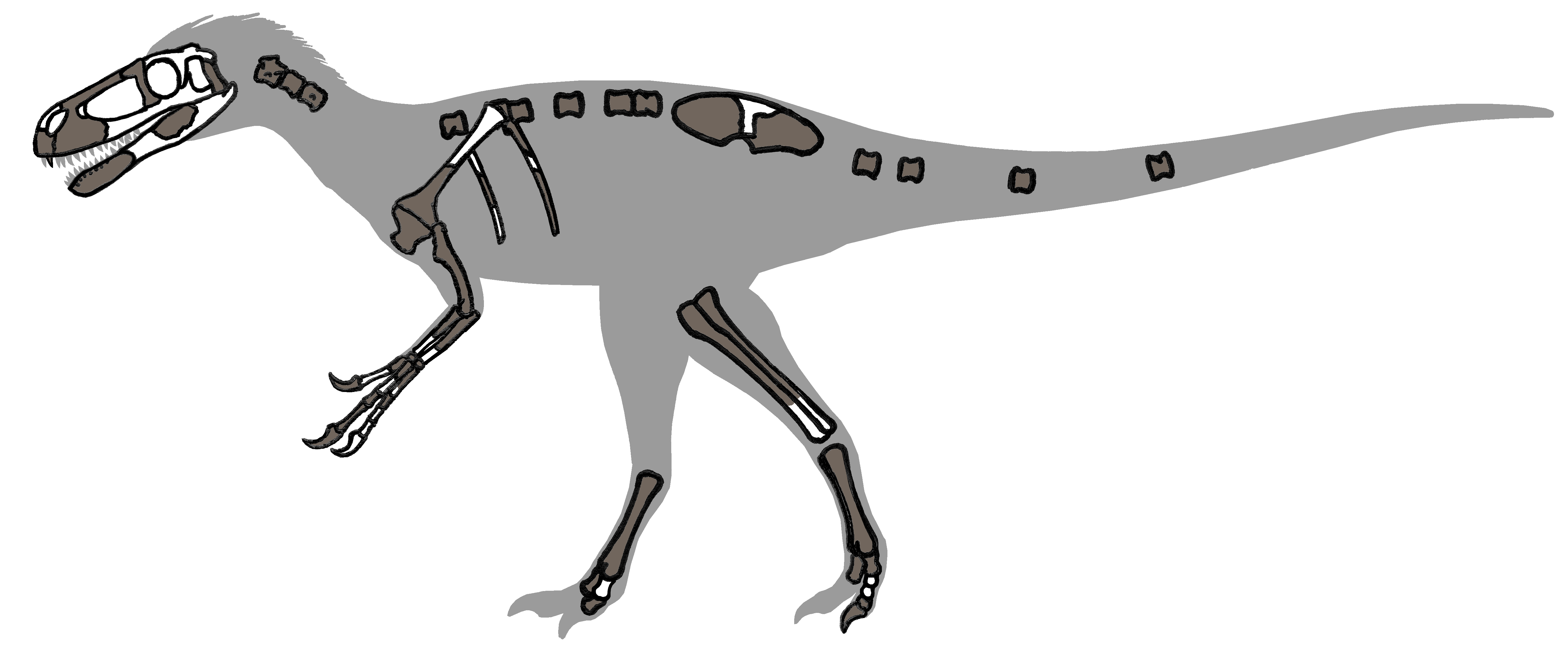
始暴龍的已發現化石部位

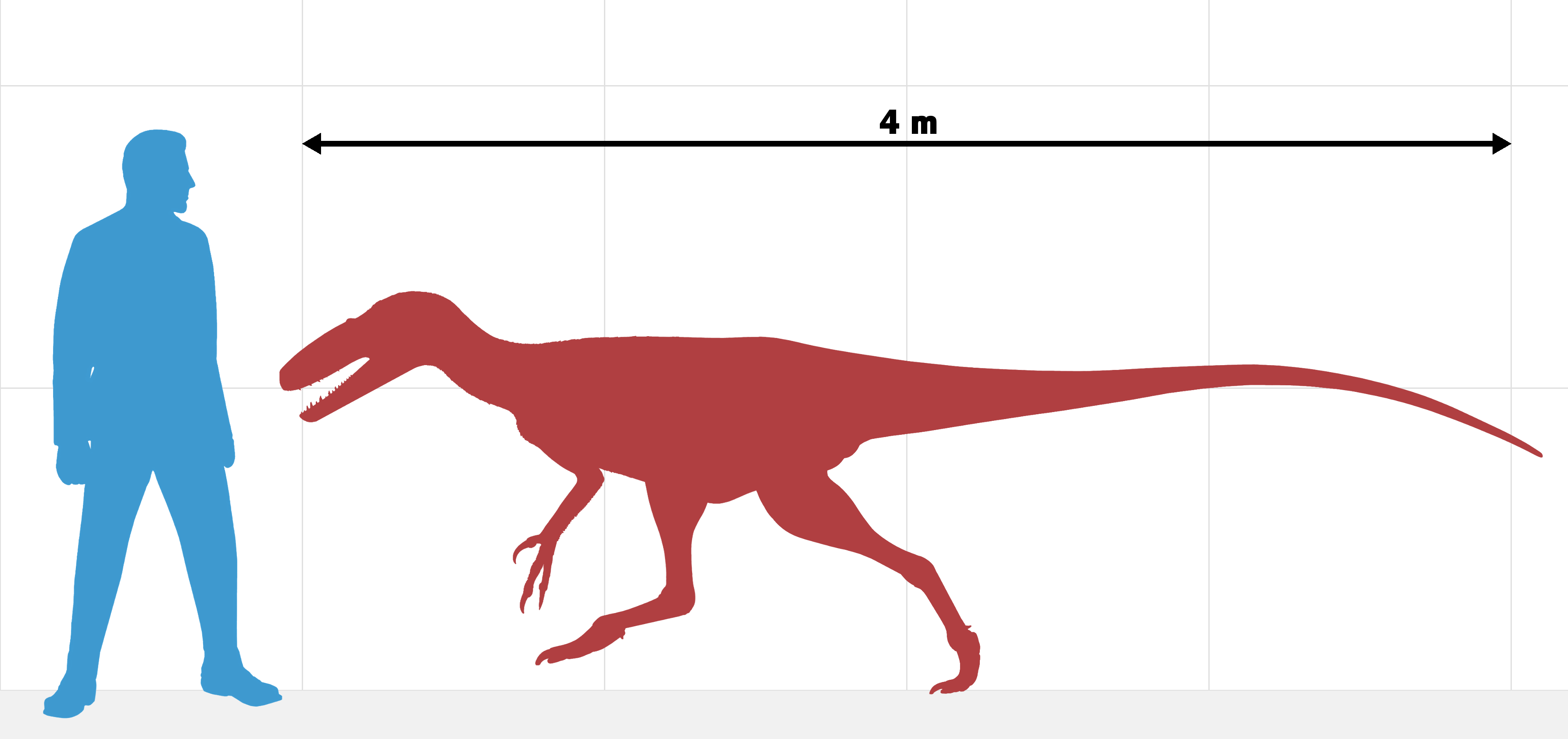
始暴龍與人類的體型比較圖

根據其正模標本，始暴龍被估計身長約4公尺長。這個標本是個未成年個體，因此成年時的身長會更長。前上頜骨牙齒橫切面呈D形、有鋸齒邊緣，脛骨及蹠骨相對較長，都是暴龍超科的特徵。牠們的暴龍超科原始特徵則是較長的頸椎、完全發展的長前肢手臂、以及頭顱骨頂部沒有冠飾等，這都時後期暴龍超科中沒有的。但是，始暴龍是比例上手掌最長的獸腳亞目恐龍之一。始暴龍可能會獵食稜齒龍及禽龍等草食性動物。
郎氏始暴龍（E. lengi，或譯藍吉始暴龍）的發現，確認了早期暴龍超科是體型修長的動物，有長前肢及三指的手掌。牠巨大的體型則顯示這個演化支的早期演化是朝者巨大體型而進行，又或是始暴龍獨立地發展成巨大的體型。在歐洲發現的始暴龍，以及北美洲的史托龍、歐洲的祖母暴龙，引起了對暴龍超科起源於亞洲說的質疑，而暴龍超科的生物地理分佈則被認為更為複雜。